# Brassolaeliocattleya
Brassolaeliocattleya, (abreviado Blc.) en el comercio,  es un híbrido intergenérico entre los géneros de orquídeas Brassavola R.Br, Cattleya Lindl. y Laelia Lindl.

## Nomenclatura  histórica
Se utiliza el nombre desde 1999, están entre las más espectaculares orquídeas cultivadas, siendo especialmente valorado por su gran llamativo labelo. Para el año 2009, los "Brassavola" más utilizados en Brassolaeliocattleyas  habían cambiado al género Rhyncholaelia y los Laelia más utilizados en Brassolaeliocattleyas productores habían cambiado al género Cattleya. Como resultado, la mayoría de los híbridos que fueron clasificados como Brassolaeliocattleyas en 1999 se clasifican ahora como Rhyncholaeliocattleya, aunque otros autores lo colocan ahora en varios notogeneros:
| 1999                        | 2009 Nothogenus       | 2009                        | parentage (1999)                                     | parentage (2009)                             | parental genera                                     |  |
| Blc. Glenn Maidment         | Rhyncholaeliocattleya | Rlc. Glenn Maidment         | Blc. Toshie Aoki × C. Horace                         | Rlc. Toshie Aoki × C. Horace                 | Cattleya × Rhyncholaelia                            |  |
| Blc. Bakersfield Centennial | Rhyncatlaelia         | Ryc. Bakersfield Centennial | L. anceps × Blc. Mahina Yahiro                       | L. anceps × Rlc. Mahina Yahiro               | Cattleya × Laelia × Rhyncholaelia                   |  |
| Blc. Herons Enchantment     | Rhyncattleanthe       | Rth. Herons Enchantment     | Lc. Land of Enchantment × Blc. Herons Ghyll          | Ctt. Land of Enchantment × Rlc. Herons Ghyll | Cattleya × Guarianthe × Rhyncholaelia               |  |
| Blc. Chestnut Ridge         | Rhynchoguarlia        | Rgl. Chestnut Ridge         | Ryn. Daffodil × Lc. Meadow Gold                      | Ryn. Daffodil × Lnt. Meadow Gold             | Guarianthe × Laelia × Rhyncholaelia                 |  |
| Blc. Cherise Nagami         | Rechingerara          | Rechingerara Cherise Nagami | Lc. Meadow Gold x Blc. Orange Nuggett Orange Nuggett | Lnt. Meadow Gold x Rth. Orange Nuggett       | Cattleya × Guarianthe × Laelia × Rhyncholaelia      |  |
| Blc. Esther Del Favero      | Brassocattleya        | Bc. Esther Del Favero       | Bl. Richard Mueller × C. ammethystoglossa            | Bc. Richard Mueller × C. amethystoglossa     | Brassavola × Cattleya                               |  |
| Blc. Hawaiian Treat         | Brassocatanthe        | Bct. Hawaiian Treat         | Bl. Richard Mueller × Lc. Trick or Treat             | Bc. Richard Mueller × Ctt. Trick or Treat    | Brassavola × Cattleya × Guarianthe                  |  |
| Blc. Haiku Dawn             | Rhynchobrassoleya     | Rby. Haiku Dawn             | Bl. Richard Mueller × Blc. Goldenzelle               | Bc. Richard Mueller × Rlc. Goldenzelle       | Brassavola × Cattleya × Rhyncholaelia               |  |
| Blc. Galadriel              | Cahuzacara            | Chz. Galadriel              | Bc. Bill Worsley × Blc. Limelight                    | Bsn. Bill Worsley × Rlc. Limelight           | Brassavola × Cattleya × Guarianthe' × Rhyncholaelia |  |
| Blc. Heirloom               | Brassolaeliocattleya  | Blc. Heirloom               | Bc. Binosa × Laelia rubescens                        | Bc. Binosa × Laelia rubescens                | Brasavola × Cattleya × Laelia                       |  |
| Blc. Jose's Golden Key      | Keyesara              | Key. Jose's Golden Key      | Blc. Golden Tang × Laelia rubescens var. aurea       | Rby. Golden Tang x Laelia aurea              | Brassavola × Cattleya × Laelia × Rhyncholaelia      |  |